# Pleurotus favoloides
Pleurotus favoloides är en svampart som beskrevs av Singer 1989. Pleurotus favoloides ingår i släktet Pleurotus och familjen musslingar.   Inga underarter finns listade i Catalogue of Life.